# Вівека Стен
Вівека Енн Бергштедт Стен (уроджена Бергштедт, нар.. 18 червня 1959 року в Стокгольмі) — шведська письменниця та юристка.

## Життєпис
Вівека Стен працює письменницею, юрисконсультом, членом правління та лекторкою, і живе в Джурсгольмі з чоловіком Леннарт Стеном та трьома дітьми. Вона закінчила юридичний факультет Стокгольмського університету і має спеціальність «економіст» після закінчення Стокгольмської школи економіки. Раніше вона працювала головним юрисконсультом Amadeus Scandinavia та Letsbuyit.com, а останнім часом у PostNord (шведсько-данська пошта).
Вона вела радіопрограму Літо в Швеції Радіо Р1 2010.

## Творчість
Кілька поколінь родина Вівеки Стен володіла будинком на Сандхемні, що на території Стокгольмського архіпелагу, і вона з дитинства проводила все своє літо на острові.

### Серія книжок про Сандхемн
Життя в Сандхемні надихнуло Стен як письменницю, і в 2008 році вона дебютувала романом У найспокійніших водах. Перші успіхи прийшли після написання книги «У найпотаємнішому колі» та У фундаменті без вини.
Четверта та п'ята книга серії «Сьогодні вночі ти мертва і У розпал моменту» піднялися на перше місце у шведському списку найкращих книжок. Шоста книга «Назустріч небезпеці» вийшла в травні 2013 року і стала найбільшим успіхом із продажів книжок Вівеки Стен. Сьома книга У тіні влади була опублікована у 2014 році, а у 2015 році вийшла восьма книга В ім'я правди.
У 2017 році вийшла Iskalla Momonblick, збірка оповідань про видатних персонажів Сандхема з підзаголовком «Десять історій архіпелагу». Наступного року вийшла десята книга цієї серії «У неправильній компанії».
Книжкова серія розійшлася накладом понад чотири мільйони примірників. Книги серії опубліковані / розповсюджені у 40 країнах та перекладені 20 мовами (за станом на 2017 рік), включаючи німецьку, іспанську, голландську, польську та японську мови, а також усі нордичні мови. Перші п'ять книг були зняті і вийшли в ефір як міні-серіал на TV4 під назвою Мордена в Сандхемні.

### Інші книжки
Окрім кримінальних романів, Вівека Стен також написала низку науково-популярних книг у правовій сфері.
У 2016 році вийшла книга Deep Grave, яку вона написала разом з донькою Каміллою Стен.

### Серія книжок про Сандхемн
- 2008 — I de lugnaste vatten
- 2009 — I den innersta kretsen
- 2010 — I grunden utan skuld
- 2011 — I natt är du död
- 2012 — I stundens hetta
- 2013 — I farans riktning
- 2014 — I maktens skugga
- 2015 — I sanningens namn
- 2017 — Iskalla ögonblick
- 2018 — I fel sällskap

### Телепроєкти за книгами
- 2010 р. Частина I Мордена в Сандхемні — заснована на «Найспокійніших водах»
- 2012, частина II Мордена в Сандхемні — за матеріалами «Внутрішнє коло»
- 2013, частина III Мордена в Сандхемні — на основі я в основному без боргу
- 2014, частина IV Мордена в Сандхемні — заснована на сьогодні вночі ви мертві
- 2015, частина V Мордена в Сандхемні — заснована на спеці моменту
- Частина VI Мордена в Сандхемні — дві частини базуються на книгах, а шість розділів нещодавно написані безпосередньо для телебачення.

### Документальна література
- Переговори в бізнесі
- Аутсорсинг ІТ-послуг
- Міжнародні угоди — в теорії та практиці

### Інші книги
- 2014 — Skärgårdssommar
- 2016 — Djupgraven